# Gett Off (video single)
Gett Off (titolo per esteso: Nothing can stop... PRINCE and the New Power Generation "Gett Off" (PRINCE)) è una collezione di video musicali del cantante e musicista statunitense Prince e dal gruppo di supporto The New Power Generation, pubblicato nel 1991 dalla etichetta Warner Reprise Video.

## Tracce
1. Gett Off - 5:32
2. Gett Off (Houstyle) - 8:35
3. Violet The Organ Grinder - 4:58
4. Gangster Glam - 6:11
5. Clockin' The Jizz - 4:54